# Base Profesor Julio Escudero
La base Profesor Julio Escudero est une base antarctique permanente, appartenant à la région de Magallanes et de l'Antarctique chilien, au Chili.
Elle se trouve sur la péninsule Fildes, île du Roi-George, dans les îles Shetland du Sud; aux coordonnées 62° 12′ 04″ S, 58° 57′ 45″ O à 1 km au sud-ouest de la base Presidente Eduardo Frei Montalva, dans une zone dépourvue de glace.
Inaugurée en 1994, elle peut accueillir une population maximale de 20 personnes en été.
On y mène des études sur les rayons cosmiques (depuis 1989), le changement environnemental (depuis 1997), la géodésie et la cartographie (depuis 1993), la biologie humaine (depuis 1997), sur la ionosphère et les aurores boréales (depuis 1978), sur la limnologie (depuis 1985), la météorologie (depuis 1969), la sismologie (depuis 1994), et la paléobotanique.